# (6590) Barolo
(6590) Barolo est un astéroïde de la ceinture principale.

## Description
(6590) Barolo est un astéroïde de la ceinture principale. Il fut découvert le 15 octobre 1985 à la station Anderson Mesa par Edward L. G. Bowell. Il présente une orbite caractérisée par un demi-grand axe de 3,02 UA, une excentricité de 0,10 et une inclinaison de 9,0° par rapport à l'écliptique.

## Compléments